# Juan Villalonga
Juan Villalonga Navarro (geboren am 8. April 1953) ist ein spanischer Geschäftsmann. In den 80er Jahren war er Partner bei McKinsey & Company, in den frühen 90er Jahren der CEO von Credit Suisse First Boston und Bankers Trust in Spanien. Von 1996 bis 2000 war er CEO von Telefónica.
Im Jahr 2010 zeichnete das Magazin Harvard Business Review Villalonga als einen der hundert besten CEOs der Welt aus.

## Ausbildung und frühe Jahre
Juan Villalonga stammt aus Madrid, Spanien. Er wurde am 8. April 1953 in eine Familie von Unternehmern und Politikern geboren. Der Familie väterlicherseits gehörten die Straßen- und Eisenbahnunternehmen Valencias. Sein Großonkel Ignacio Villalonga war 1935 Gouverneur von Katalonien und von 1943 bis 1970 Vorsitzender einer der größten Banken Spanien (Banco Central). Außerdem war er ein bekennender Gegner des Franco Regime.
Villalonga besuchte die Colegio Nuestra Senora Pilar Schule in Madrid. Dort freundete er sich mit José María Aznar an, welcher von 1996 bis 2004 spanischer Premierminister war. 1970 besuchte Villalonga die Universidad de Deusto, Alma Mater seines Großonkels, um seinen Abschluss in Jura zu machen. Er graduierte im Jahr 1975. Von 1975 bis 1977 machte er einen MBA (Master of Business Administration) an der IESE in Barcelona. Seinen Militärdienst von 1974 bis 1975 beendete er als Leutnant.

## Karriere
Während der nächsten 18 Jahre arbeitete er im Finanzbereich. Er war Kreditanalyst bei J.P. Morgan’s in New York. Dort beurteilte er die Kreditwürdigkeit von Firmen und machte quantitative Analysen sowie Kreditprognosen. 1979 wurde er zum Rechnungsführer befördert und nach Madrid versetzt.
1980 schloss Villalonga sich McKinsey & Company an. Dort arbeitete er als Partner in den USA, Portugal, Brasilien, Italien und Spanien. Während dieser Zeit zählten Banken wie die Banco Santander- die größte Bank der Eurozone- zu seinen Klienten. 1987 eröffnete er die McKinsey’s Außenstelle in Rom.
Später wurde er CEO bei Credit Suisse First Boston, Spanien und Bankers Trust in Spanien.

### Telefónica
1996 wurde Villalonga auf Vorschlag der Anteilseigner Argentaria, Banco Bilbao, La Caixa und mit Unterstützung des spanischen Premierministers Jose Maria Aznar zum CEO von Telefónica ernannt. In den vier Jahren unter seiner Führung erhöhte sich die Marktkapitalisierung von Telefónica um 127 Milliarden US-Dollar. Dies sicherte die Führungsposition der Firma in Spanien und machte Telefónica zu einem internationalen Kommunikationsunternehmen.
Als 1997 der Telekommunikationsmarkt in Europa liberalisiert wurde, verlor Telefónica seine Monopolstellung in Spanien. Dies nutzte Villalonga, um mit der Firma in andere spanischsprachige Regionen zu expandieren, z. B. 1997 nach Brasilien.
1998 startete Villalonga mit Telefónica Interactiva (auch bekannt als Terra Networks) das Internetportal von Telefónica. Offensiv übernahm er einige Start-up-Unternehmen in Spanien und auf den wichtigsten Märkten Lateinamerikas, was Terra zu einem bedeutenden Internetunternehmen wandelte. Die Unternehmenskäufe beinhalteten Ole (Spanien), Zaz (Brasilien), Infosel (Mexiko), Gauchonet y Donde (Argentinien) and Chevere (Venezuela). Im November 1999 hatte Terra seinen Börsengang in den USA und Spanien, der Aktienpreis stieg von 11,81 € auf 157,65 € innerhalb von drei Monaten.
Danach übernahm er mit Telefónica die amerikanische Firma Lycos. Aus diesem Zusammenschluss entstand eines der größten Internetunternehmen der Welt. Dies öffnete für Terra den amerikanischen Markt mit 30 Millionen spanischsprachigen Kunden und bot der Firma Zugang zu Märkten, auf denen sie noch nicht vertreten war (z. B. Asien). Ein Aktienkauf in Höhe von 12.5 Milliarden USD im Jahr 2000 schuf ein neues Unternehmen, Terra Lycos Inc., mit einem pro forma Umsatz von ca. 500 Millionen USD, geschätzten 50 Millionen Usern und 175 Millionen Seitenaufrufen pro Tag.
Im Juni 2000 stärkte Villalonga die internationale Position von Telefónica durch einen „Aktien-Swap“, bekannt unter dem Namen „Operation Verónica“. Über Telefónica kaufte er die Minderheitsgesellschafter der Tochtergesellschaften in Lateinamerika, Telefónica de Argentina, Telesp in Brasilien, Telefónica del Peru, und Tele Sudeste, aus. Des Weiteren strukturierte er das Unternehmen auf der Produktebene um. Zur gleichen Zeit übernahm Telefónica das niederländische Unterhaltungsunternehmen Endemol für einen Aktienpreis von 5.5. Milliarden Euro.
Im Juni 2000 behauptete die Madrider Zeitung El Mundo, dass Villalonga in Insidergeschäfte verwickelt sei. Aufgrund dieser Gerüchte auf Druck der spanischen Regierung trat Villalonga im Juli 2000 als CEO von Telefónica zurück. Im August 2000 sprach die spanische Börsenaufsicht (Comisión Nacional del Mercado de Valores) Villalonga vom Vorwurf des Insiderhandels frei.

### Aktuelle Karriere
Bis September 2011 war Villalonga Vorstandsmitglied der Espírito Santo Financial Group. Er ist ein Vorstandsmitglied von Axiata. Außerdem ist er Direktor des Technologieunternehmens Idea.
Im Jahr 2010 zeichnete das Magazin Harvard Business Review Villalonga als einen der besten Geschäftsführer der Welt aus.

## Privatleben
Villalonga war von 2011 bis 2024 in dritter Ehe mit der Fotografin Vanessa von Zitzewitz verheiratet.